# Łódź Widzew Janów
Łódź Widzew Janów – zlikwidowany przystanek osobowy w Łodzi na Janowie, położony na wschód od dworca Łódź Widzew, na trasie z Łodzi Fabrycznej do Koluszek, w obrębie łódzkiej kolei obwodowej, przy nieistniejącej już bocznicy do rozdzielni Zakładu Energetycznego mającego swą siedzibę przy ul. Rokicińskiej.
Otwarty w 1940, służył jako przystanek dla działkowców oraz pracowników licznych w tym okresie na Janowie szklarni. Do roli poczekalni dworcowej przystosowano stary wagon towarowy (tzw. wagon bydlęcy). Na przełomie lat 80. i 90., w związku z rozrastaniem się sieci MPK oraz wzrostem liczby prywatnych samochodów, przystanek stracił rację bytu. Zamknięty w 1991 roku, przez jakiś czas służył jeszcze jako przystanek służbowy dla pracowników pobliskiego zakładu remontowego taboru (w którego skład wchodziła również oddana do użytku w 1942, obecnie również nieczynna, parowozownia pomocnicza). Ostateczna likwidacja nastąpiła w 2004 roku.

## Galeria

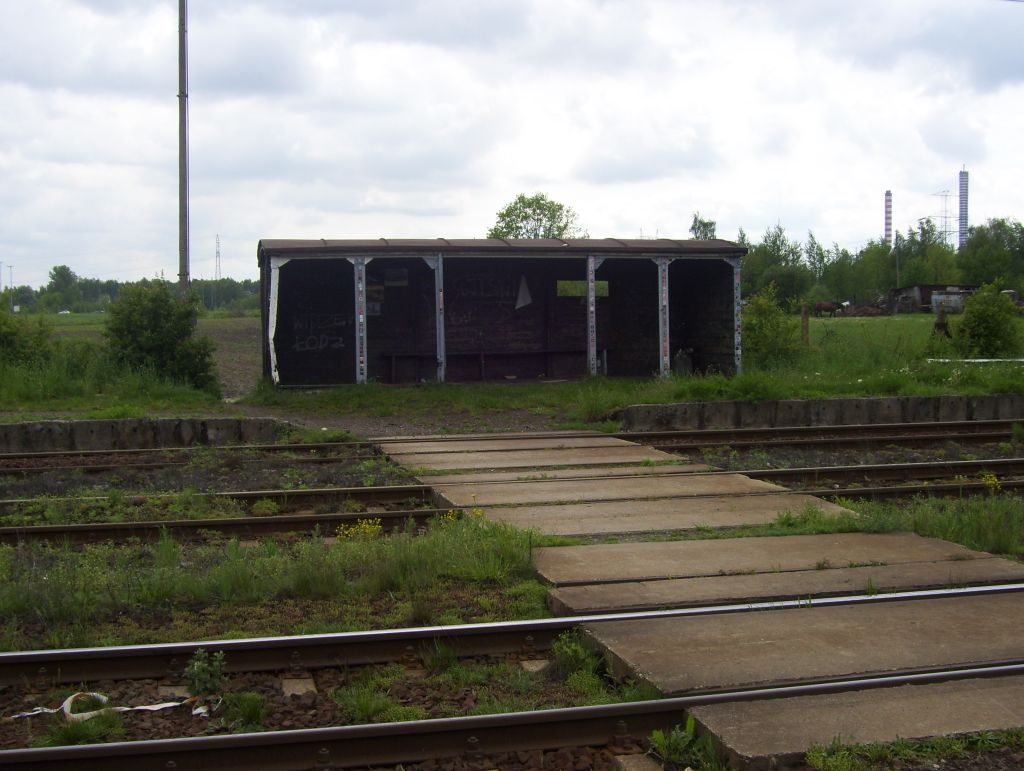
Widok na „poczekalnię” z drugiego peronu
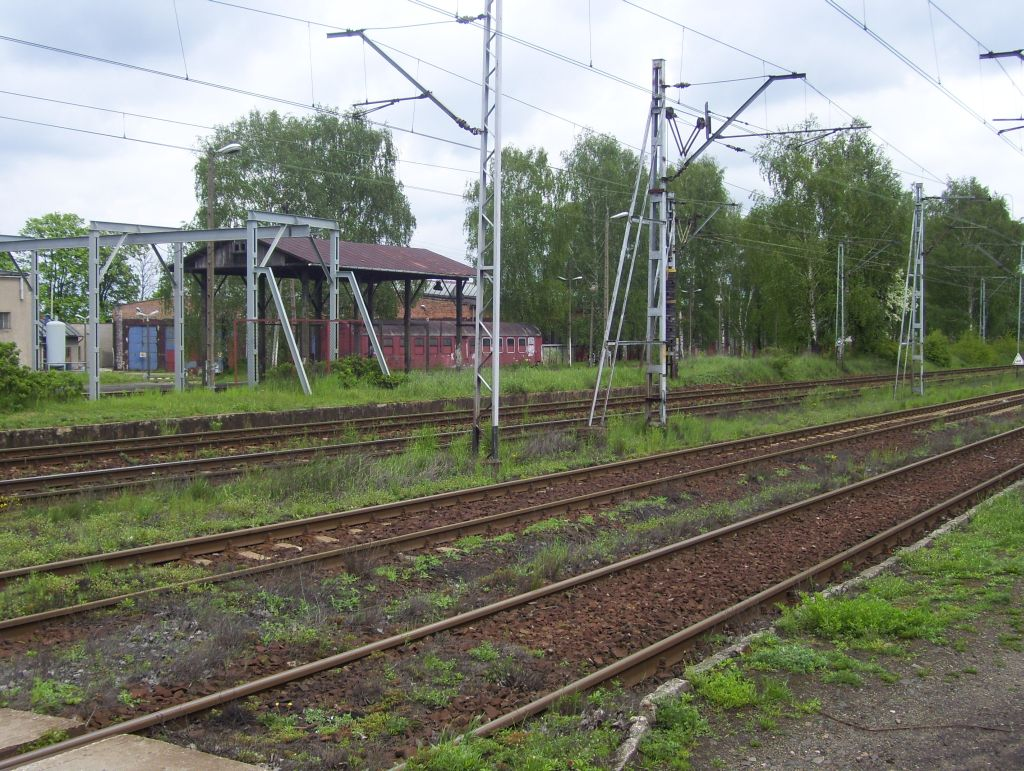
Zakład remontowy taboru – widok z peronu
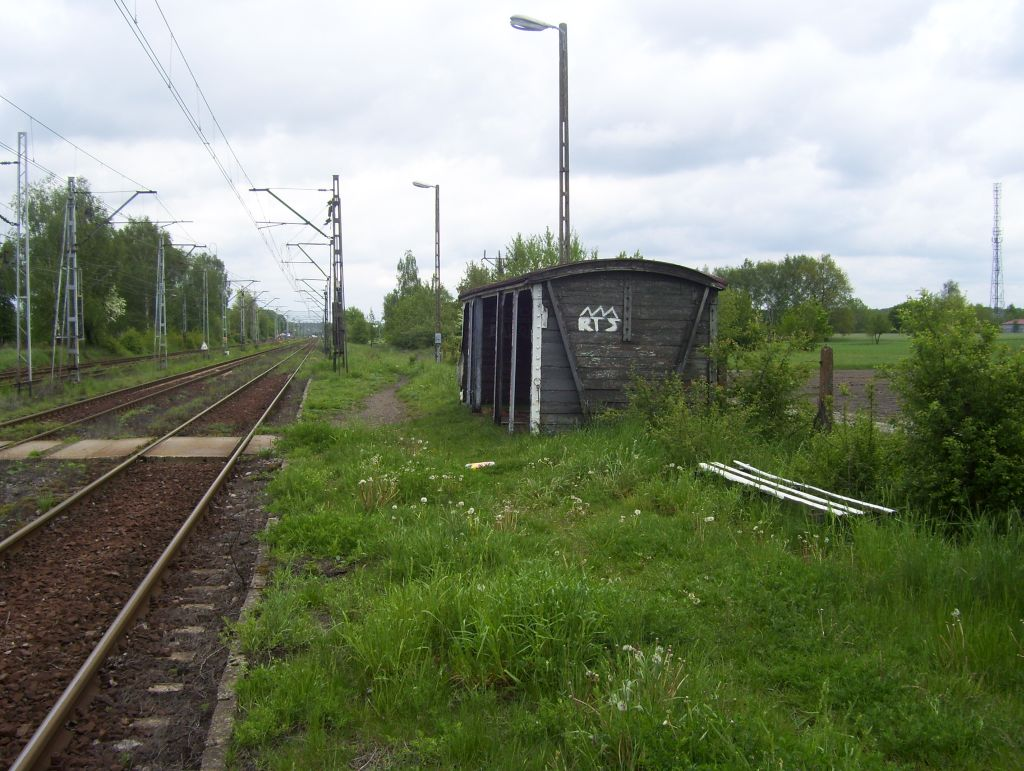
Peron